# Cerco de Danzigue (1807)

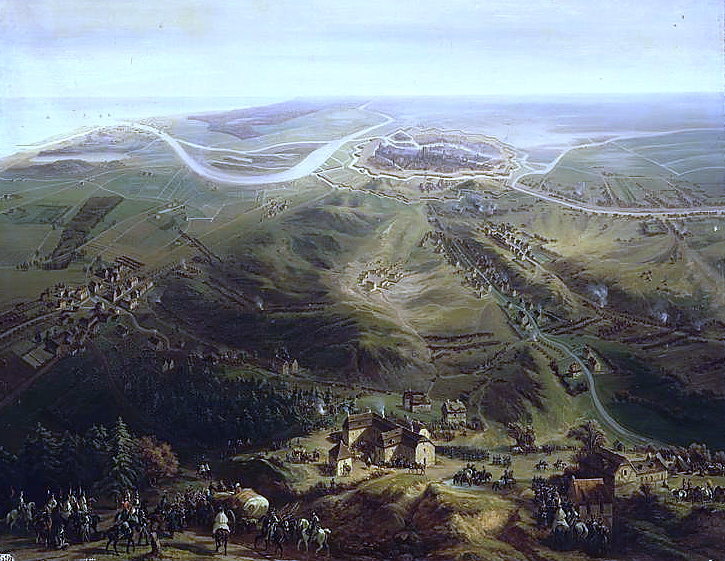
Cerco de Danzig em 1807.

O cerco de Danzig (19 de março – 24 de maio de 1807) foi o cerco e captura de Danzig pelos franceses durante a Quarta Coligação. Em 19 de março de 1807, cerca de 27 000 tropas francesas sob o comando do marechal Lefebvre sitiaram cerca de 14 400 tropas prusianas sob o comando do marechal Friedrich Adolf Graf von Kalckreuth, que guarneciam a cidade de Danzig.

## Importância de Danzig
Danzig ocupava uma posição estratégica importante. Além de ser um porto fortificado com 60 000 habitantes na foz do rio Vístula, era uma ameaça direta à esquerda dos franceses, pois estava localizado em terras prusianas, mas às costas do exército francês que avançava para o leste. Era também um ponto potencial de desembarque para tropas aliadas que poderiam ameaçar o exército francês, abrindo outra frente às suas costas. Danzig também era difícil de atacar, sendo acessível apenas pelo oeste, enquanto todas as outras direções eram cobertas pela Vístula ao norte ou por pântanos ao sul e leste. Além disso, possuía recursos valiosos (como pólvora, grãos, eau de vie, etc.) de grande interesse para a Grande Armée, que planejava uma campanha substancial no leste. Em uma carta datada de 18 de fevereiro de 1807, Napoleão observou ao marechal Lefebvre: 
Sua glória está ligada à tomada de Danzig: você deve ir para lá.

## Ordem de batalha
A tarefa de tomar a cidade foi dada em meados de fevereiro ao marechal Lefebvre e seu 10º Corpo. O marechal foi auxiliado pelos generais François, marquês de Chasseloup-Laubat, que comandava as obras de engenharia, e Baston de Lariboisière, que comandava a artilharia. Juntos, eram os dois melhores especialistas em suas respectivas áreas no exército francês. General Jean-Baptiste Drouet, Comte d'Erlon era o chefe do estado-maior. O 10º corpo era composto por duas divisões polonesas sob o comando do General Jan Henryk Dąbrowski, um corpo saxão, um contingente de Baden, duas divisões italianas e cerca de 10 000 tropas francesas, totalizando cerca de 45 000 homens. Dentro de Danzig havia 14 400 homens sob o comando do general prussiano Conde Friedrich Adolf von Kalkreuth. Napoleão descreveu esses homens como ‘canaille’ (ralé)

## Cercamento

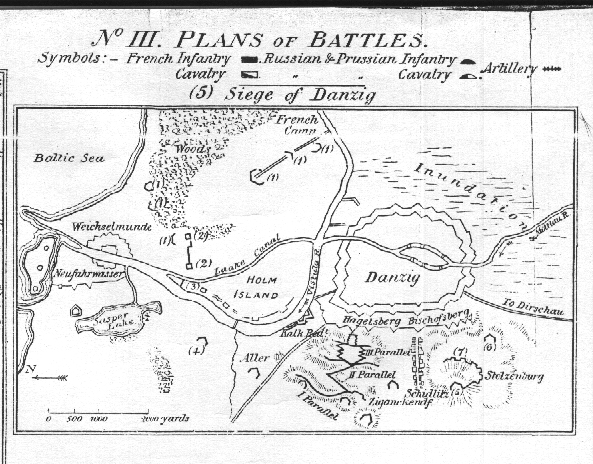
Plano do cerco de Danzig.

Em 20 de março, seguindo as ordens de Napoleão para cercar a cidade, o General francês Schramm liderou 2.000 tropas para a margem norte da Vístula, além do forte periférico de Weichselmunde, ocupando uma posição diretamente ao norte da cidade. Em 2 de abril, o solo havia descongelado o suficiente para que fosse possível começar a cavar trincheiras de cerco. Uma segunda trincheira foi iniciada em 8 de abril e concluída em 15 de abril, e uma terceira foi finalizada em 25 de abril. Com a queda da fortaleza da Silésia de Schweidnitz para Vandamme em 11 de abril, os grandes canhões de cerco foram transferidos para Danzig, chegando em 21 de abril.

## Tentativas de reforço à cidade
Em 23 de março, as baterias francesas abriram fogo. Forças russas fizeram uma tentativa entre 10 e 15 de maio para trazer 7 000 reforços para a cidade, lideradas pelo general Nikolay Kamensky, transportados em 57 embarcações sob escolta do brigue de guerra britânico Falcon e de um navio de linha sueco. Devido à ausência da embarcação sueca (transportando 1 200 tropas), Kamensky foi atrasado em suas operações. Isso deu tempo a Lefebvre para reforçar suas posições, e as tropas russas em menor número foram repelidas com a perda de 1 500 homens entre mortos e feridos. Uma tentativa adicional do praam britânico de 18 canhões Dauntless de trazer 150 barris de pólvora via rio falhou. O Dauntless encalhou próximo a uma bateria, que o bombardeou até que os guardas granadeiros de Paris foram capazes de capturá-lo.

## Cerco continua

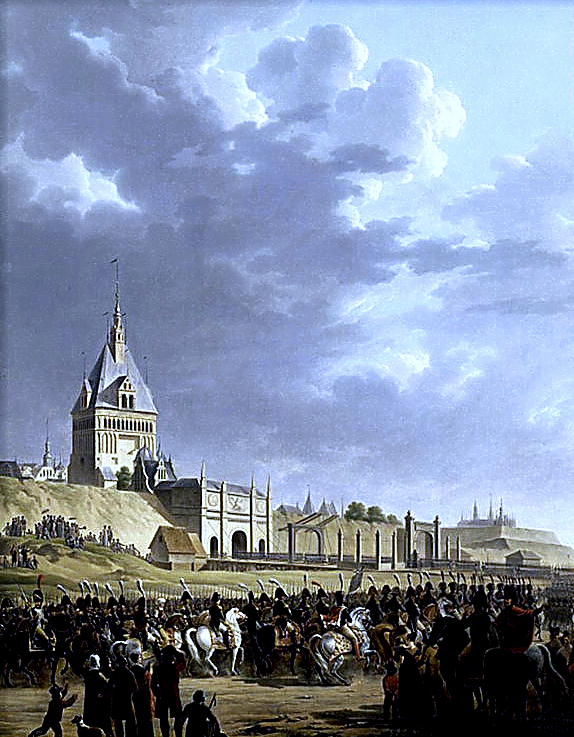
Entrada de Napoleão e do Exército Francês em Danzig em 1807.

Após essas tentativas fracassadas de reforçar a cidade, o cerco e a mineração continuaram. Em 21 de maio, o corpo do marechal Mortier chegou, possibilitando o ataque a Hagelsberg. Vendo que não poderia mais resistir, Kalkreuth solicitou a Lefebvre um acordo de paz, pedindo os mesmos termos de capitulação dados pelos prussianos aos franceses no cerco de Mainz em 1793. Os termos foram finalmente acordados (o que já havia sido acordado previamente com Napoleão) e permitiram que a guarnição saísse com todas as honras de guerra, com tambores tocando, mechas acesas e bandeiras tremulando. Os termos foram generosos porque Napoleão desejava encerrar o cerco, uma vez que o verão (e a temporada de combates) se aproximava, e ele precisava remover a ameaça às suas costas e reposicionar as tropas em outros locais.

## Rendição e consequências

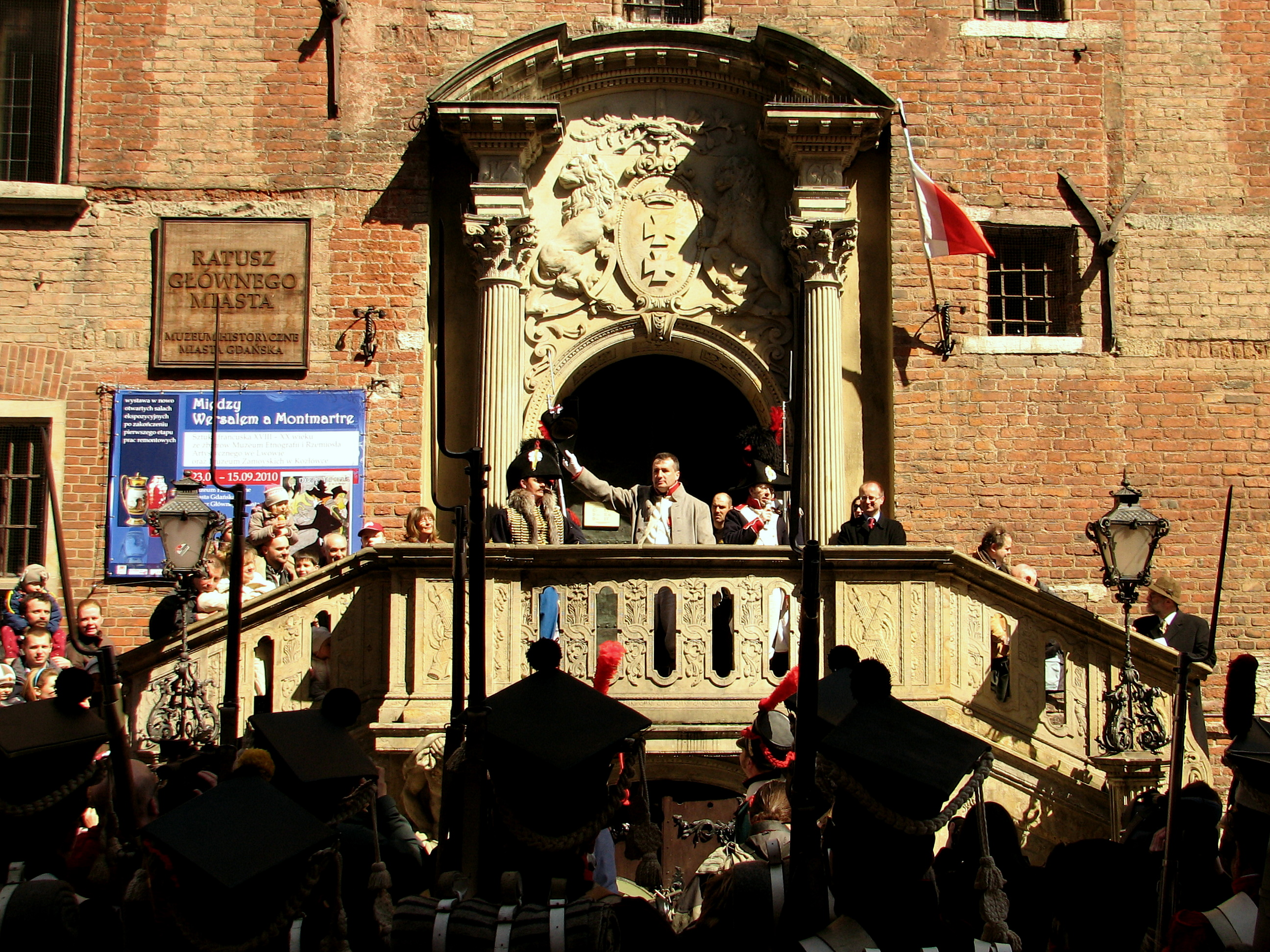
Reconstituição da entrada de Napoleão em Danzig após o cerco.

Danzig capitulou em 24 de maio de 1807. Napoleão então ordenou o cerco do forte próximo de Weichselmünde, mas Kamensky havia fugido com suas tropas, e a guarnição capitulou pouco depois. A batalha custou aos franceses 6 000 mortos e feridos, enquanto os prussianos perderam 3.000 mortos, feridos e doentes, e os russos, 1.500. Como recompensa pelos serviços de Lefebvre, Napoleão concedeu-lhe o título de Duque de Dantzig em uma carta ao Senado datada de 28 de maio, mas ele não o informou diretamente, apenas mencionando ao marechal em 29 de maio, 
Estou... muito satisfeito com seus serviços, e já dei prova disso, que você descobrirá quando ler as últimas notícias de Paris e que não lhe deixará dúvidas quanto à minha opinião sobre você.
Em 9 de setembro de 1807, Napoleão estabeleceu a Cidade Livre de Danzig, como um estado semi-independente. Esse território foi esculpido em terras que faziam parte do Reino da Prússia, consistindo na cidade de Danzig (atualmente conhecida como Gdańsk) juntamente com suas possessões rurais na foz do Vístula, juntamente com a Península de Hel e a metade sul do Spit de Vístula. De final de janeiro até 29 de novembro de 1813, as forças russas cercaram a cidade sitiando-a, e as forças de ocupação francesas retiraram-se em 2 de janeiro de 1814.